# Tom Carroll
Thomas „Tom“ James Carroll (* 28. Mai 1992 in Watford) ist ein englischer Fußballspieler. Der zentrale Mittelfeldspieler stand zuletzt beim Drittligisten Ipswich Town unter Vertrag.

## Karriere

### Vereine
Carroll spielte ab 2008 in der Jugend von Tottenham Hotspur und bestritt in der Rückrunde der Saison 2010/11 für den Drittligisten Leyton Orient zwölf Spiele auf Leihbasis. Zu seinen ersten Pflichtspielen für Tottenham kam er in der Gruppenphase der Europa League 2011/12. Im Januar 2012 wurde er bis Saisonende an den Zweitligisten Derby County verliehen, für den er bei seinem ersten Einsatz am 31. Januar 2012 bei der 2:3-Niederlage gegen den FC Barnsley sein erstes Tor im Profifußball erzielte.
Zur Spielzeit 2012/13 rückte Caroll in Tottenham zur ersten Mannschaft auf und debütierte am 3. November 2012 bei der 0:1-Heimniederlage gegen Wigan Athletic in der Premier League, nachdem er in der 79. Minute für Kyle Walker eingewechselt wurde. Insgesamt kam er in jener Saison zu sieben Einsätzen. Die Spielzeit 2013/14 spielte er bei den Queens Park Rangers, die zu diesem Zeitpunkt in der Football League Championship spielten. Für den Verein kam er in 26 Ligaspielen zum Einsatz und belegte mit ihm den vierten Platz in der Abschlusstabelle, was nach erfolgreichen Play-offs den Aufstieg in die Premier League bedeutete.
Nach seiner Rückkehr wurde Carroll von Tottenham zur Saison 2014/15 an den Ligakonkurrenten Swansea City verliehen. Dort bestritt er 13 Spiele und kam mit der Mannschaft am Ende auf den achten Tabellenplatz. Ab der Saison 2015/16 gehörte er dem Kader der Spurs an und kam regelmäßig in der Liga zum Einsatz. Am 26. Dezember 2015 erzielte er im Heimspiel gegen Norwich City sein erstes Tor in der Premier League zum 3:0-Endstand. Im Januar 2017 wechselte Carroll zu Swansea City. Ende Januar 2019 wurde er bis Saisonende an Aston Villa verliehen, kehrte jedoch bereits Anfang April 2019 nach Swansea zurück. Ende Januar 2020 wurde sein Vertrag in Swansea aufgelöst.
Anfang September 2020 unterschrieb der Engländer einen Einjahresvertrag bei den Queens Park Rangers. Nur knapp ein Jahr später ging es für ihn eine Spielklasse tiefer zu Ipswich Town. Auch dort erhielt er einen Einjahresvertrag.

### Nationalmannschaft
Carroll kam am 29. März 2011 bei der 0:3-Niederlage gegen die Niederlande zu einem Einsatz für die englische U19-Nationalmannschaft. Für die U21-Auswahl spielte er von 2013 bis 2015 und nahm mit ihr im Juni 2015 an der U21-Europameisterschaft in Tschechien teil. Dort kam er auf zwei Einsätze in der Gruppenphase, die das Team auf dem letzten Platz beendete. Insgesamt erzielte er für die U21 zwei Tore in 17 Spielen.

## Erfolge
Queens Park Rangers
- Aufstieg in die Premier League: 2014